# Калев (Сілламяе)
Футбольний клуб «Калев» Сілламяе (ест. Jalgpalliklubi Sillamäe Kalev) — естонський футбольний клуб із міста Сілламяе, заснований 1951 року. Виступає у найвищому дивізіоні Естонії. Найкращий показник у національному чемпіонаті — 2-ге місце 2009 року, що дозволило клубу дебютувати в єврокубках.